# Umberto Bindi
Umberto Bindi, född 12 maj 1932 i Genua, död 23 maj 2002 i Rom (hjärtinfarkt), var en italiensk sångare och låtskrivare.
Umberto Bindi hörde till den så kallade Genuaskolan liksom Gino Paoli, Fabrizio De André, Luigi Tenco och Bruno Lauzi.

## Biografi
Redan som barn fick Umberto Bindi undervisning i pianospel. Som ung intresserade han sig för opera, musikaler och även filmmusik. Redan 1950 skrev han sin första sång T'ho perduto.
Hans sång I trulli di Alberobello deltog 1958 i San Remo Song Festival, vilket var första gången en sång av Bindi deltog.
Bindi debuterade 1959 då skrev han sin första stora hit ’’Arrivederci’’. Låten inspelades sedan av Marino Barreto jr. och blev snart Italiens bäst sålda singel 1959 .
Umberto Bindis första LP-skiva, Umberto Bindi e le sue canzoni, släpptes 1960.
Bindis mest kända sånger från 1960-talet är bland andra Arrivederci, Il nostro concerto, Riviera och Il mio mondo. Tack vare dem blev han känd och populär internationellt. Den andra LP-skivan, Umberto Bindi, släpptes 1960. Sedan diskriminerades han på grund av sin offentligt deklarerade homosexualitet. Han nekades bland annat att framträda i italiensk statstelevision under sent 1960-tal.
Bindis nästa Lp-skiva släpptes först 1972. Åren fram till sin död levde han i fattigdom och hans musikförfattarskap väckte bara obetydligt intresse.
Umberto Bindi dog på Spallanzanisjukhuset i Rom, av hjärtinfarkt.

## Diskografi

### Album

#### Studio
- 1960 – Umberto Bindi e le sue canzoni (Ricordi)
- 1961 - Umberto Bindi (Ricordi)
- 1972 - Con il passare del tempo (West Record)
- 1976 - Io e il mare (Durium)
- 1982 - D'ora in poi (Targa) släpptes på nytt som Le voci della sera  (1996, D.V. More Records)
- 1985 - Bindi (Ariston)
- 1996 - Di coraggio non si muore (Fonopoli Stage)

#### Samlingar
- 1996 - Il mio mondo (antologi)
- 2000 - Umberto Bindi ( dubbel cd) (antologi BMG Ricordi/Ricordi, serie Flashback: I grandi successi originali)
- 2002 - Umberto Bindi (dubbel cd) ( antologi BMG Italy/BMG Ricordi)
- 2005 - Il mio mondo...Umberto Bindi (antologi Rai Trade)

### Singlar
- 1959 - Arrivederci / Odio (Ricordi)
- 1959 - Amare te / Nuvola per due (Ricordi)
- 1959 - Girotondo per i grandi / Basta una volta (Ricordi)
- 1959 - Tu / Non so (Ricordi)
- 1960 - Un giorno, un mese, un anno / Lasciatemi sognare (Ricordi)
- 1960 - Appuntamento a Madrid / Il confine (Ricordi)
- 1960 - È vero / Luna nuova sul Fuji-Yama (Ricordi)
- 1960 - Il nostro concerto / Un giorno, un mese, un anno (Ricordi)
- 1960 - Se ci sei / Chiedimi l'impossibile (Ricordi)
- 1960 - Un paradiso da vendere / Marie Claire (Ricordi)
- 1961 - Non mi dire chi sei / Amare te (Ricordi)
- 1961 - Riviera / Vento di mare (Ricordi)
- 1961 - Noi due / Appuntamento a Madrid (Ricordi)
- 1961 - Ninna nanna / Girotondo per i grandi (Ricordi)
- 1962 - Jane / Carnevale a Rio (Ricordi)
- 1962 - Un ricordo d'amore / Vacanze (RCA)
- 1963 - Il mio mondo / Vieni, andiamo (RCA)
- 1964 - Ave Maria / Un uomo che ti ama (RCA)
- 1964 - Quello che c’èra un giorno / Il giorno della verità (RCA)
- 1968 - Per vivere / Storia al mare (Ariston)
- 1969 - Mare / Ma perché (Variety)
- 1976 - Io e il mare / Flash (Durium)
- 1976 - L'alba / Bogliasco notturno (Durium)
- 1996 - Letti (med New Trolls) / Chiara / Miracolo miracolo (endast New Trolls) (Fonopoli Stage)

### EP
- 1959 La sua voce, il suo pianoforte e le sue canzoni (Ricordi)

Arrivederci/Odio/Nuvola per due/Amare te
- 1959 Girotondo per i grandi (Ricordi)

Girotondo per i grandi/Basta una volta/Tu/Non so
- 1960 Un giorno, un mese, un anno (Ricordi)

Un giorno, un mese, un anno/Lasciatemi sognare/Appuntamento a Madrid/Il confine
- 1960 Il nostro concerto (Ricordi)

Il nostro concerto/Chiedimi l'impossibile/Un paradiso da vendere/Se ci sei
- 1964 Il mio mondo (RCA Victor)

Un ricordo d'amore/Vacanze/Il mio mondo/Vieni, andiamo